# Rallye Continental
 (août 2022).
La mise en forme du texte ne suit pas les recommandations de Wikipédia : il faut le « wikifier ».
Les points d'amélioration suivants sont les cas les plus fréquents :
- Les titres sont pré-formatés par le logiciel. Ils ne sont ni en capitales, ni en gras.
- Le texte ne doit pas être écrit en capitales (les noms de famille non plus), ni en gras, ni en italique, ni en « petit »…
- Le gras n'est utilisé que pour surligner le titre de l'article dans l'introduction, une seule fois.
- L'italique est rarement utilisé : mots en langue étrangère, titres d'œuvres, noms de bateaux, etc.
- Les citations ne sont pas en italique mais en corps de texte normal. Elles sont entourées par des guillemets français : « et ».
- Les listes à puces sont à éviter, des paragraphes rédigés étant largement préférés. Les tableaux sont à réserver à la présentation de données structurées (résultats, etc.).
- Les appels de note de bas de page (petits chiffres en exposant, introduits par l'outil «  Source ») sont à placer entre la fin de phrase et le point final[comme ça].
- Les liens internes (vers d'autres articles de Wikipédia) sont à choisir avec parcimonie. Créez des liens vers des articles approfondissant le sujet. Les termes génériques sans rapport avec le sujet sont à éviter, ainsi que les répétitions de liens vers un même terme.
- Les liens externes sont à placer uniquement dans une section « Liens externes », à la fin de l'article. Ces liens sont à choisir avec parcimonie suivant les règles définies. Si un lien sert de source à l'article, son insertion dans le texte est à faire par les notes de bas de page.
- La présentation des références doit suivre les conventions bibliographiques. Il est recommandé d'utiliser les modèles {{Ouvrage}}, {{Chapitre}}, {{Article}}, {{Lien web}} et/ou {{Bibliographie}}. Le mode d'édition visuel peut mettre en forme automatiquement les références.
- Insérer une infobox (cadre d'informations à droite) n'est pas obligatoire pour parachever la mise en page.

Pour une aide détaillée, merci de consulter Aide:Wikification.
Si vous pensez que ces points ont été résolus, vous pouvez retirer ce bandeau et améliorer la mise en forme d'un autre article.
 (novembre 2022).
Pour les articles homonymes, voir Rallye.
Le Rallye Continental (Rally Continental en espagnol, Continental Rally en anglais, O Rally Continental en portugais) est une initiative internationale inclusive et participative visant à métamorphoser les établissements d'enseignement en modèles d'éducation, de science et de technologie axés sur la durabilité et la gestion des risques de catastrophes, orientés vers la communauté locale, dans « les Amériques », développée depuis 2014.
L'initiative du Rallye Continental s'inscrit dans la stratégie hémisphérique de la fondation Vive con Esperanza, qui s'efforce d'encourager les établissements d'enseignement à intégrer l'éducation au développement durable et la reduction des risques de catastrophes au cœur de leurs processus pédagogiques. L'objectif est d'aider les enfants à relever les défis du réchauffement climatique en collaboration avec la science, la technologie et l'innovation.
Le Rallye Continental aborde les problématiques du changement climatique et de la dégradation de l'environnement comme des opportunités plutôt que des calamités. Il vise à enseigner aux enfants à connaître leur environnement et à partager ces connaissances avec leurs familles, les encourageant à adopter un mode de vie responsable, engagé, intelligent et innovant.
Les écoles participant au Rallye Continental collaborent étroitement avec la communauté locale, réunissant les diverses parties prenantes pour préparer les générations présentes et futures. De plus, elles favorisent le leadership des enfants et des jeunes pour promouvoir le changement social, l'action environnementale dans des domaines tels que l'eau, l'énergie, l'alimentation, les déchets, les écosystèmes, et les risques, et pour influencer les politiques publiques locales.

## Piliers de la politique internationale
Le Rallye Continental  s'appuie sur le Plan d'Action Mondiale d'Éducation pour le Développement Durable de l'UNESCO dans la perspective de l'AGENDA 21, qui met la communauté internationale au défi de promouvoir la participation des enfants et des adolescents dans la construction même du développement.
La Déclaration de Santo Domingo pour le Développement Durable des Amériques 2010 de l'Organisation des États Américains OEA est un autre des piliers de la politique internationale sur lequel repose l'action, ainsi que les engagements du Plan d'Action de SENDAI qui encouragent des actions concrètes dans le domaine du Rallye, pour réduire l'exposition des enfants et jeunes au risque de catastrophes.

## Histoire
Le Rallye Continental se présente comme une initiative du psychologue Fernando Garcia García et de son épouse Rocio Galvis Guerrero visant à préparer les enfants à affronter les défis futurs de leur vie. L'histoire est centrée sur le personnage d'Espoir, un petit pigeon qui se perd après que des hommes ont détruit la forêt où il vivait avec sa famille et ses amis tels que Ojopelao (le colibri), Saggy (l'oiseau bleu), Silvio (le petit hibou), Lilo (le perroquet), Carla (la youyou) et Omar (le canari). Ces amis entreprennent une quête pour retrouver Espoir, et découvrent avec surprise qu'il peut communiquer avec les humains. Ils voient en cela une opportunité d'enseigner aux enfants la sagesse de la vie naturelle, les encourageant à vivre en harmonie avec l'environnement, à faire face à l'adversité, et à assumer la responsabilité de réparer les dommages causés. Espoir décide d'instruire les enfants sur les défis de la durabilité et de la résilience, les engageant dans une course pour la vie appelée le Rallye en Amérique.
Le 15 mars 2013, Liz Thompson, une éminente dirigeante de la Conférence des Nations unies sur le Développement Durable Rio +20, a salué le projet du Rallye des Écoles pour un Avenir Durable comme une initiative intéressante et précieuse. Deux jours plus tard, le directeur exécutif du PNUE, Achim Steiner, a délégué à Margarita Astrálaga, directrice régionale pour l'Amérique Latine, la mission de contacter Vive con Esperanza pour explorer des alternatives de collaboration. Cette démarche a conduit à la décision du PNUE de participer en tant que premier jury et de soutenir la diffusion à partir de l'année suivante.
Le 8 octobre, Irina Bokova, directrice générale de l'UNESCO à Paris, a pris contact en raison de la convergence du projet avec les objectifs de la Décennie de l'UNESCO pour l'éducation au développement durable. Dès lors, Jorge Sequeira, directeur du Bureau régional pour l'Amérique latine et les Caraïbes, s'est engagé à évaluer les possibilités de collaboration de l'UNESCO avec le Rallye continental, établissant ainsi un lien de soutien et de collaboration en tant que deuxième jury de l'initiative.
Le 3 décembre, Cletus Springer, directeur du Département du développement Durable de l'Organisation des États Américains, a manifesté son intérêt à collaborer avec l'initiative. Ce soutien a été consolidé le 6 mars 2014, faisant de l'Organisation des États Américains le troisième jury du Rallye, qui a ensuite été officiellement rebaptisé le Rallye Continental dans toutes les communications ultérieures.
Le 1er septembre, Ricardo Mena, directeur régional pour les Amériques du Bureau des Nations unies pour la gestion des risques de catastrophes (UNISDR, désormais UNDRR), a rejoint l'initiative en tant que quatrième et dernier jury.
Avec la participation de 439 écoles en 2014, provenant de pays tels que le Mexique, le Guatemala, le Honduras, le Nicaragua, la Colombie, le Pérou, la Bolivie, le Chili et l'Argentine, le Rallye continental a débuté par la création de cinq défis qualifiés d'"emblématiques". L'événement a été marqué par la contribution exceptionnelle des écoles, notamment l'EST 67 de Mexico, au Mexique, qui a dirigé une communauté de 10 écoles associées pour relever le défi de planter 10 000 arbres, considéré comme le plus exigeant de l'initiative. D'autres écoles, telles que l'INETEB La Boquilla en Colombie, l'IE Antonia Moreno de Cáceres à Lima, au Pérou, et l'école Puente Pampa à Cochabamba, en Bolivie, ont également distingué par leur engagement. Des organisations de soutien telles que Apoidea de Córdoba, en Argentine, la Fondation Cege@ AC de Puebla, au Mexique, et l'Université Privée Domingo Savio en Bolivie ont été mises en avant pour leur contribution.
Le deuxième Rallye a eu lieu en 2016, avec une orientation particulière dans la stratégie internationale qui a impliqué directement les autorités gouvernementales de l'éducation et de l'environnement du continent. Cette initiative a conduit à la participation de 5239 écoles. Parmi les personnalités impliquées, on compte Sonia Mora Escalante, Ministre de l’Éducation Publique du Costa Rica, Carlos Canjura Linares, Ministre de l’Éducation du Salvador, María Mercedes Brito-Féliz, Secrétaire Générale de la Commission Nationale Dominicaine de Coopération avec l'UNESCO, rattachée au Ministère de la Culture de la République Dominicaine, Mme Carmen Magaly Beltrán Vargas, directrice de la Commission nationale péruvienne de coopération avec l'UNESCO rattachée au ministère de l'éducation du Pérou, en coordination avec Aurora Zegarra Huapaya, directrice du Bureau de la défense nationale et de la gestion des risques de catastrophes ODENAGED, et Marcelo Mena Carrasco, ministre de l’Environnement du Chili. L'Institut international de l'UNESCO pour l'enseignement supérieur en Amérique latine et dans les Caraïbes (IESALC) a également participé au processus d'articulation des universités.
Le 4 novembre 2016, la conférence "Projets éducatifs innovants du Rallye continental des écoles à l'avenir durable" s'est déroulée à Saint-Domingue, en République dominicaine, dans le cadre de la deuxième réunion nationale du Réseau des écoles associées à l'UNESCO. Au cours de cet événement, les 15 écoles les plus remarquables des Amériques dans le Rallye continental ont été spécialement mentionnées, les invitant officiellement à la cérémonie de remise des prix qui se tiendrait à Lima, au Pérou, l'année suivante. Cette cérémonie s'est tenue à la Bibliothèque nationale Pedro Henriquez Ureña, où Maria Mercedes Brito-Féliz, secrétaire générale de la Commission nationale dominicaine pour la coopération avec l'UNESCO, a souligné l'importance de l'initiative en déclarant : "Il s'agit d'une prise de conscience pour les enseignants de l'importance des innovations dans l'éducation au XXIe siècle". Les écoles américaines mises en avant et invitées à la cérémonie de remise des prix étaient...:
| EMEF Sainte Marta, São Leopoldo, Rio Grande do Sul, le Brésil             |
| Collège Péruvien-Français Antoine de Saint-Exupéry, Arequipa, le Pérou.   |
| École Lydie González Ventre Ex Madrigal, Collipulli, IX Région, le Chili. |
| École Quinze Septembre, Le Hatillo, San José, le Costa Rica               |
| École de Pigeon, Paradis, Carthage, le Costa Rica.                        |
| École Pablo Pizzurno, Cordoue, l'Argentine                                |
| Collège de Sciences, Huánuco, le Pérou.                                   |
| École Pedro Pérez Zeledón, San Isidro, le Costa Rica                      |
| École de San Francisco, Clubs Blancs, le Costa Rica                       |
| Lycée León Cortés Castro, Alajuela, la Grèce, le Costa Rica               |
| École L'Inmaculada, Quepos, le Costa Rica.                                |
| IE À nous Vierge de la Paix, Lambayeque, le Pérou.                        |
| IE Nº 11506 Tablazos, Lambayeque, le Pérou                                |
| IEI 196 GLORIEUX SAN CARLOS, Puno, le Pérou                               |
| CEBE Tulio Herrera León, La liberté, le Pérou.                            |

Le 28 août 2017, la cérémonie de remise des prix du Rallye Continental 2016 et la remise du prix Vive con Esperanza 2017-2018 ont eu lieu à Lima, au Pérou, où le travail de 8 écoles supplémentaires a également été mis en avant, qui ont également été invitées dans le cadre de la participation péruvienne, en mettant l'accent sur le défi du pays: Pérou.
| I.Et N°5126, LES JAZMINES, Callao.             |
| I.Et. N° 37002 Ricardo Fernández, Huancavélica |
| 30067 Manuel María Florez, Junín.              |
| IE N° 30507 Vergers, Junín                     |
| 10159 DANIEL ALCIDES CARRION, Lambayeque.      |
| 3045 La Chira, Lima.                           |
| I.Et.I 305 Juan Pablo Deuxième, Piura          |
| I.Et.I. N° 306 BARCIA BONIFFATI, Puno          |

Des représentants de l'UNDRR (Jennifer Guralnick), de l'UNESCO Pérou (Luis Romero Jara), de l'OAS Pérou (Isabel Calle), ainsi que les chefs des ambassades de la République dominicaine, du Salvador, de la France ; virtuellement, des représentants du ministère de l'environnement du Chili et du ministère de l'éducation publique du Costa Rica étaient présents. Cet événement a été rendu possible grâce à l'engagement soutenu du ministère de l'éducation du Pérou, en particulier Oriana Maria Suarez Perez, directrice de la Commission nationale péruvienne de coopération avec l'UNESCO, et Inés Gutierrez Prado, directrice du Bureau de la défense nationale et de la gestion des risques de catastrophes ODENAGED.
Le Troisième Rallye, initialement prévu pour 2018, a finalement été reporté à 2020 en raison de changements organisationnels et de processus politiques spécifiques aux gouvernements partenaires. Les dimensions de la pandémie de Covid-19 ont entraîné une pause indéfinie, mais ont également suscité une réflexion sur les actions à entreprendre. En 2021, il a été décidé d'intégrer un accent sur l'éducation à la santé et au bien-être, de synthétiser les défis emblématiques pour une plus grande efficacité, et d'intégrer de nouvelles perspectives telles que le concept de la ville de 15 minutes, l'éducation STEM et son dérivé STR3AM, pour renforcer le développement des capacités et des compétences des participants dans les domaines des sciences, de la technologie, de l'ingénierie, des mathématiques, de la littérature, des arts, de la pédagogie et de la robotique appliqués au développement durable et à la gestion des risques de catastrophes, en projetant l'action jusqu'en 2030.
Parmi les protagonistes de cette histoire, on trouve une poignée de jeunes leaders volontaires, dont Diego Ken Osoegawa (Brésil), Elga Velasquez (Argentine), Martin Lubey (Canada), Laura Hockman (France), Natalia López Cepeda (Colombie), Paula Ovejero (Argentine), Mayara López (Brésil), Laura Angel Elejalde (Colombie), Juan David Rodriguez (Colombie), Tomas Gorodetzky et Liliana Busto (Argentine), Sebastian Liberona (Allemagne), Bárbara Becares (Espagne), Luz Emi Gonzalez (Colombie).

## Logotype et personnages
Depuis sa création, le Rallye Continental est accompagné de 6 personnages, représentant à la fois les défis et les actions les plus importantes. Le logotype de l'action est constitué du nom étendu Continental, qui est accompagné de l'expression: Rallye.
Les personnages propres à l'action sont : Ojopelao le colibri (Trochilinae) qui est le leader et l'hôte des étudiants des institutions éducatives participantes, Saggy l'oiseau bleu (Passerina Cyanea) qui est chargé de relever le défi de l'eau, Omar le canari (Serinus Canarienne) qui dirige le défi de l'énergie, Carla la youyou (Amazona Auropalliata) qui mène le Défi de la réduction des gaz à effet de serre  (CO2), Lilo le perroquet (Amazona Amazonienne) qui mène le défi de l'alimentation et Silvio le petit hibou (Glaucidium Brasilianum) qui mène le défi des déchets. Les participants au rallye sont chargés de dessiner les personnages sur des T-shirts blancs, qu'ils utilisent pour exécuter chacune des activités.

## Jurys
Le jury est composé de représentants officiels de l'Organisation des Nations unies pour l'éducation, la science et la culture (UNESCO), de l'Organisation des États américains OEA, Bureau des Nations unies pour la réduction des risques de catastrophes (UNISDR) et du Programme des Nations unies pour l'Environnement (PNUE). Il est chargé de noter les meilleures initiatives, en donnant la priorité aux aspects les plus pertinents pour leur organisation, en tenant compte notamment de l'impact des initiatives de l'école sur la communauté locale.

## Prix Vive con Esperanza: l'innovation au service du développement durable

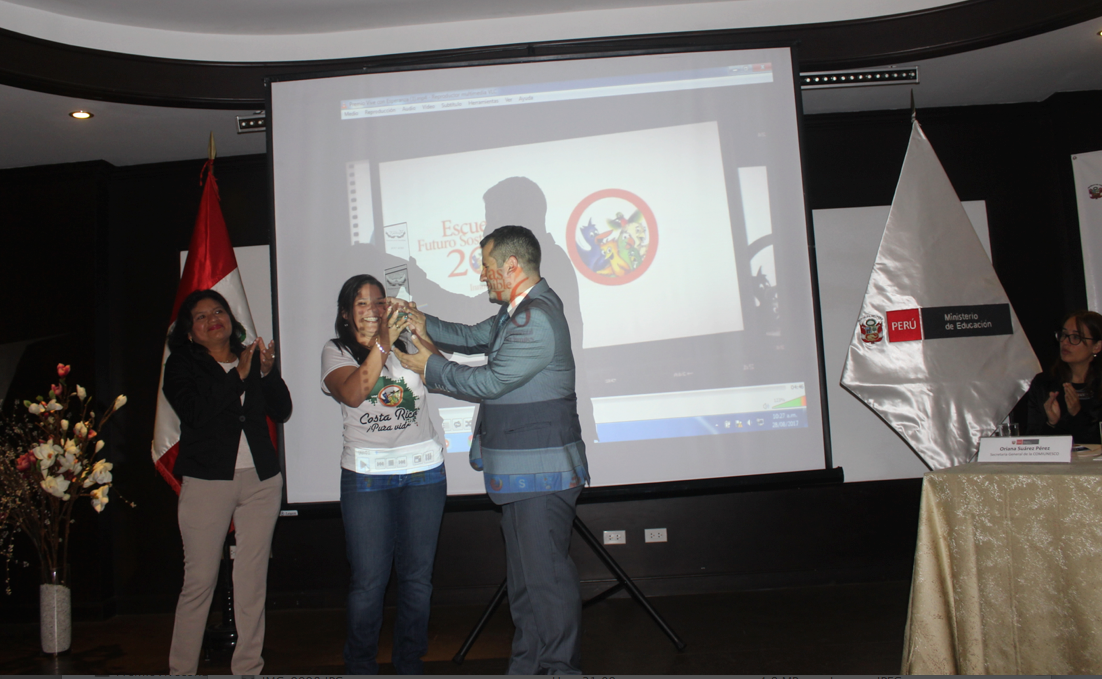
Prix VCE du Rallye Continental Écoles avec un Avenir Durable 2017-2018

Le prix Vive con Esperanza accorde la plus haute reconnaissance internationale du leadership des écoles locales en matière d'éducation au développement durable et de gestion des risques de catastrophes dans le Rallye continental. Le prix est obtenu par l'école ayant obtenu le meilleur score dans les défis et challenges, en fonction de l'excellence de leurs actions, ainsi que des évaluations de leurs projets scolaires.
Les écoles bénéficiant de ce prix acquièrent pour elles-mêmes un très haut niveau de leadership national et international, en intégrant en tant qu'écoles leaders le Comité International du Prix Vive con Esperanza, en pouvant conseiller d'autres écoles, en validant les défis ou en dirigeant les actions du Comité Technique du Rallye Continental et en participant à des publications sur l'EDD et la GDR qui leur permettront de partager leurs réalisations avec d'autres écoles.
En 2017, la cérémonie de remise des prix du Rallye continental 2016 a eu lieu dans la ville de Lima, au Pérou, sous les auspices du ministère péruvien de l'Éducation et de la Commission nationale péruvienne pour la coopération avec l'UNESCO, en présence de représentants de l'UNISDR, de l'UNESCO, de l'OEA, de représentants des ambassades de la République dominicaine, du Chili, du Costa Rica et de la France. L'Académie de Formation Environnementale Adriana Hoffmann a été reconnue comme une pratique environnementale nationale, qui appartient au ministère de l'environnement du Chili. Le ministère de l'éducation du Pérou a également été reconnu pour avoir la plus grande participation d'écoles au Rallye Continental 2016, avec 5.203 écoles inscrites.
Des écoles remarquables dans les versions précédentes du Rallye Continental,,,.
| 2014                                                           | 2017                                                   |
| 1. EST 67 Francisco Diaz de León. Ville du Mexique, le Mexique | 1. École l'Inmaculada, le Costa Rica                   |
| 2. INETEB La Boquilla, la Colombie                             | 2. 11508 À nous Vierge de la Paix de Cuculí,, le Pérou |
| 3. IE Antonia Brun de Cáceres, Lima, le Pérou.                 | 3. École San Francisco de Clubs Blancs. le Costa Rica  |
| 4. École Pont Pampa, Cochabamba, la Bolivie.                   | 4. Collège Lydie Gonzalez Ventre, le Chili             |

## Le Comité International pour le Prix Vive con Esperanza

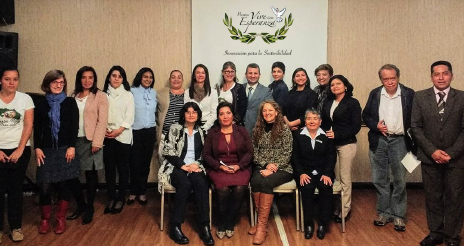
Écoles soulignées appartenant au Comité International

Il s'agit d'une équipe regroupant diverses institutions internationales, gouvernementales et non gouvernementales œuvrant dans le domaine de l'Éducation au Développement Durable et à la Gestion des Risques de Catastrophes dans les Amériques. Le Comité International a pour objectif de faire des écoles des acteurs actifs dans le processus de transition de leurs communautés vers des modèles de développement plus durables et résilients en les intégrant au Rallye Continental.
En 2016, le Comité était placé sous la direction du ministère de l'Éducation publique du Costa Rica. Il comptait également parmi ses membres le ministère de l'Éducation du Salvador, la Commission nationale dominicaine de coopération avec l'UNESCO affiliée au ministère de la Culture de la République dominicaine, la Commission nationale péruvienne de coopération avec l'UNESCO affiliée au ministère de l'Éducation du Pérou et le ministère de l'Environnement du Chili.